# Hugo de Groot
Hugo de Groot, Huig de Groot (llatinitzat com a Hugo Grotius) (Delft, Províncies Unides, 10 d'abril de 1583 - Rostock, Mecklemburg-Schwerin, Sacre Imperi, 28 d'agost de 1645) va ser un jurista, filòsof, escriptor i poeta neerlandès, considerat com el Pare del Dret Internacional i fundador de la sistemàtica moderna del dret internacional. Els seus dos treballs De iure belli ac pacis i Mare Liberum tenen una importància fonamental per al dret internacional. De la mateixa manera que Francisco Suárez, afirma que el dret internacional prové del dret natural i del dret de gents. El dret internacional és independent de la teologia o de l'existència de Déu, el que implica que en les relacions internacionals no es pot diferenciar entre nacions cristianes i infidels. Per a Hugo de Groot el Dret és el dictat de la recta raó i existiria encara que Déu no existís.

## Estudis
Va ser un xiquet prodigi; als nou anys coneixia la poètica i feia versos de qualitat; va començar els seus estudis de Dret als onze anys en Leiden (Holanda) en 1594, on es va associar amb el seu estudiant Daniël Heinsius, i tenien com a professor conjunt era el filòleg francès Joseph Juste Scaliger. El 1598 se li va permetre acompanyar una ambaixada a França, dirigida per Johan van Oldenbarnevelt, amb l'objectiu d'obtenir el suport del rei Enric IV de França per a la continuació de la revolta contra Espanya. Va ser durant aquest viatge que el rei francès l'hauria anomenat le miracle de la Hollande, i Hugo es va doctorar a Orleans com a doctor en 5 de maig de 1598 en jurisprudència i filosofia, havent a més aprovat els cursos d'astrologia, matemàtiques i teologia.

## Vida familiar
En 1608 es va casar amb Maria van Reigersberch, amb la que tingué tres filles i quatre fills, dels quals quatre sobrevisqueren a la infantesa, un d'ells el qui seria el regent i diplomàtic Pieter de Groot.

## Jurista
En 1599 va començar a exercir de jurista a La Haia en 1600, i el 1607 es va convertir, en advocat fiscal del Tribunal Suprem d'Holanda, Zelanda i Frísia Occidental a la mateixa ciutat, a les ordres de Johan van Oldenbarnevelt el landsadvocaat d'Holanda, que va arribar a ésser el líder nacional de la revolta que va dur a la independència de les Províncies Unides i el va introduir en les idees de la llibertat religiosa.
El 1609, per justificar les activitats de la Companyia Neerlandesa de les Índies Orientals, que contravenien el tractat de Tordesillas, va publicar de forma anònima Mare liberum, un breu tractat on afirmava que el mar no era propietat de ningú, sinó territori internacional que totes les nacions eren lliures d'aprofitar, tesi a la qual es va oposar l'anglès John Selden, en Mare clausum. La disputa sobre la propietat o nacionalitat de les aigües tenien un rerefons econòmic, ja que afectava al comerç internacional. Mare liberum és part d'una obra major, De iure praede, inèdita fins a 1868. El 1613 va fer part d'una missió diplomàtica a Anglaterra. Considerava la guerra una conseqüència inevitable del conflicte permanent en les relacions humanes que es podia ajustar als principis i regles de el dret natural comú als homes i de el dret de gents resultant del consens entre els pobles, i proposava regles de conducta en la guerra.

## Controvèrsies religioses
Va esclatar una gran controvèrsia teològica entre la càtedra de teologia de Leiden Jacobus Arminius, que estava sota l'autoritat dels Estats d'Holanda, i els seus seguidors arminians o remonstrants, partidaris de la tolerància religiosa, i el teòleg calvinista ortodox Franciscus Gomarus i els seus partidaris gomaristes o contra-remonstrants, que va quedar eclipsada per la contínua guerra amb Espanya. Quan el professor va morir el 1609 la vigília de la Treva dels Dotze Anys la pau va traslladar l'atenció de la gent a la controvèrsia. De Groot va tenir un paper decisiu en aquest conflicte polític-religiós.
La controvèrsia es va expandir quan el teòleg remonstrant Conrad Vorstius va ser nomenat per substituir Jacobus Arminius a la càtedra de teologia de Leiden, a qui els contra-remonstrants acusaven d'anar més enllà dels ensenyaments d'Armini al socinianisme i va ser acusat d'ensenyar la irreligió. El professor de teologia Sibrandus Lubbertus encapçalava la petició de retirada de Vorstius mentre Johannes Wtenbogaert i Johan van Oldenbarnevelt, gran pensionari d'Holanda, havien promogut amb força el nomenament de Vorstius defensaven les seves accions. Gomarus va renunciar al seu càrrec de catedràtic a Leyden, en protesta perquè Vorstius no fos eliminat, recolzat per Jaume I d'Anglaterra, que va ordenar que els seus llibres es cremessin públicament a Londres, Cambridge i Oxford i va exercir una pressió contínua a través del seu ambaixador a l'Haia, Ralph Winwood, perquè es cancel·lés el nomenament. Jaume va començar a canviar la seva confiança de Oldenbarnevelt cap a Maurici de Nassau. De Groot es va unir a la controvèrsia defensant el poder de les autoritats civils de nomenar independentment dels desitjos de les autoritats religioses a qui volguessin a la facultat d'una universitat escrivint Ordinum Pietas, que va rebre una violenta reacció dels contra-remonstrants.
Encapçalats per Oldenbarnevelt, els Estats Generals dels Països Baixos van adoptar una posició oficial de tolerància religiosa cap als remonstrants i contra-remonstrants i a de Groot, com a fiscal general d'Holanda se li va demanar que redactés un edicte per expressar la política de tolerància, Decretum pro pace ecclesiarum, que va completar a finals de 1613 o principis de 1614 posant en pràctica la visió que havia estat desenvolupant en els seus escrits sobre l'església i l'estat per la que només els principis bàsics necessaris per sotmetre l'ordre civil s'hauria d'aplicar mentre les diferències sobre doctrines teològiques fosques haurien de deixar-se a la consciència privada. L'edicte en trenta-una pàgines de cites, que tractaven principalment dels cinc articles remonstrants". En resposta a l'Ordinum Pietas de De Groot, el professor Lubbertus va publicar Ad Pietatem Hugonis Grotii el 1614. Més tard aquest mateix any de Groot va publicar anònimament Bona Fides Sibrandi Lubberti en resposta a Lubbertus.

## Judici i empresonament
El 1618 Maurici de Nassau, utilitzant els seus poders militars en un cop d'estat, va ordenar la detenció de líders Remonstrants seguidors de les opinions de Jacobus Arminius, que divergia del calvinisme més estricte i van ser expulsats dels Països Baixos pel Sínode de Dort (1618-1919), que va declarar la teologia remonstrant contrària a les Escriptures. Els Estats Generals el van autoritzar llavors a detenir Johan van Oldenbarnevelt, de Groot i Rombout Hogerbeets el 29 d'agost de 1618 i van ser jutjats per un tribunal de jutges delegats dels Estats Generals dels Països Baixos. Oldenbarnevelt fou executat per alta traïció i de Groot fou condemnat a cadena perpètua al castell de Loevestein.

## Fugida i exili

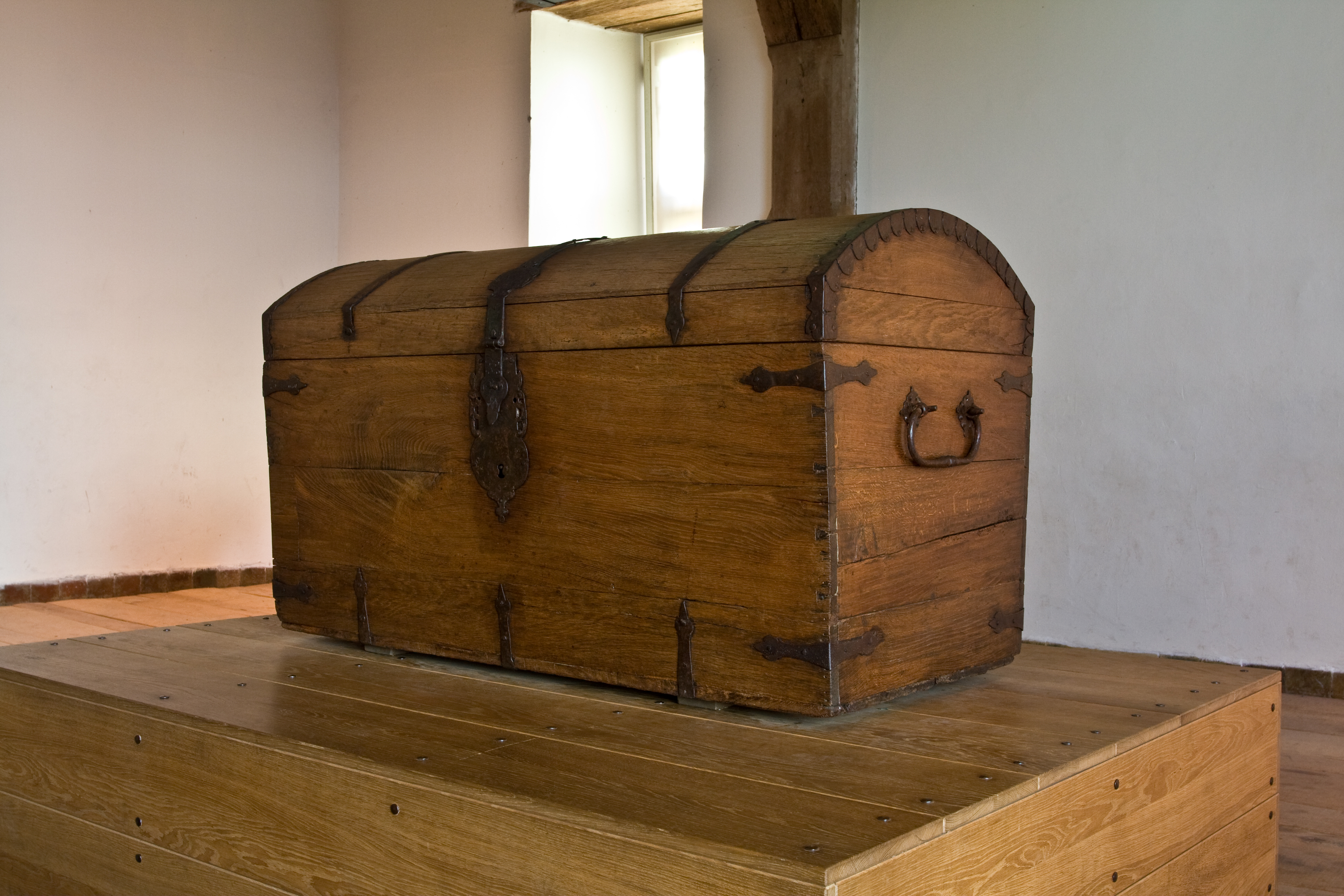
Bagul de llibres en exhibició a Loevestein, en el qual de Groot va escapar suposadament en 1621

Durant el seu captiveri se li permetia seguir llegint i estudiant, i rebia regularment baguls plens de llibres, i el 1621, amb l'ajut de la seva dona i la seva serventa, Elsje van Houwening, de Groot va aconseguir escapar del castell en un cofre de llibres i va fugir a París, on el cardenal Richelieu va dirigir França sota l'autoritat de Lluís XIII i li van concedir una pensió reial anual. Va viure a França gairebé contínuament de 1621 a 1644 i allà va completar les seves obres filosòfiques més famoses. El 1631 va intentar tornar a Holanda, però les autoritats li van restar hostils. Es va traslladar a Hamburg el 1632 i el 1634, els suecs el van enviar a París com a ambaixador, fent aquesta feina durant deu anys, amb la missió de negociar per a Suècia el final de la Guerra dels Trenta Anys. Durant aquest període, s'havia interessat per la unitat dels cristians i va publicar molts textos que s'agruparan sota el títol d'Opera Omnia Theologica.

## Obra
De Groot va escriure tragèdies i poemes llatins, tractats teològics i poemes holandesos. Les seves obres més importants es troben en els àmbits històric i jurídic. La seva obra més famosa és De iure belli ac pacis (Sobre la llei de la guerra i la pau) de 1625, que és la base del dret internacional modern. També és conegut per la seva defensa del lliure accés al mar i del lliure comerç al Mare Liberum de 1609, recuperat i publicat per primera vegada el 1864. Els historiadors del dret contemporani el consideren com un dels juristes més grans de la història. De Groot ha exercit una immensa influència en el dret internacional públic, les seves idees sobre la navegació marítima, per exemple, dominen la majoria del dret marítim contemporani. De Groot es pot classificar a l'escola dels humanistes. Generalment s'accepta que de Groot defensava el dret Natural, però això és un error, ja que la seva llei encara no és autònoma i no està separada de Déu. Va ser el primer a donar el pas cap a una llei natural autònoma, segons de Groot, el ius naturale és vàlid encara que Déu no existís. Per tant, es pot considerar com un precursor dels grans pensadors de la llei natural.
De jove va escriure els Annales et historiae de rebus Belgicis. El seu llibre Oudtheyt vande Batavische nu Hollandsche Republique va tenir més importància històrica que Nederlantsche Jaerboeken en Historien, en què demostra que els Estats sempre han estat sobirans. Des del punt de vista històric, aquesta posició de De Groot és insostenible, però el seu tractat, que per descomptat va agradar als Estats d'Holanda, ha adquirit importància perquè els Estats d'Holanda solien apel·lar a De Groot quan es tractava de la seva posició.
Hugo de Groot no va ser el primer en estudiar la Teoria sobre relacions internacionals, però va ser un dels primers a definir expressament la idea d'una societat d'estats, governada no per la força o la guerra, sinó per les lleis reals i el mutu acord. La idea de societat internacional que va proposar de Groot es va expressar concretament a la pau de Westfàlia, i de Groot es pot considerar el pare intel·lectual d'aquest primer acord general de pau dels temps moderns.

## Obres principals
Mare liberum (1609)
De iure belli ac pacis (1625)
De veritate religionis Christianae (1627)
Introducción al estudio de la jurisprudencia holandesa (1631)
Via et votum ad pacem ecclesiasticam (1642)
Annales et historiae de rebus belgicis (publicada en 1657)
De iure prade (publicada el 1868)

### Traduïdes al català
- Mare Liberum. Inclòs en el volum recopilatori: Sobirania i autogovern : dret natural i propietat en el pensament polític del segle XVII.. Traducció: Margarida Trias. Estudi introductori: Adriana Luna-Fabritius.  Barcelona: Generalitat de Catalunya. Institut d’Estudis de l’Autogovern, 2022, p. 167-260. ISBN 978-84-19326-07-2.

## Homenatge
La seva estàtua presideix la plaça principal de Delft, la seva ciutat natal.